# Congeria leucophaeta
Congeria leucophaeta är en musselart. Congeria leucophaeta ingår i släktet Congeria och familjen Dreissenidae. Inga underarter finns listade i Catalogue of Life.